# Pius Kiciński
Pius Kiciński herbu Rogala (ur. 5 maja 1752 w Sławkowie, zm. 23 kwietnia 1828 w Warszawie) – hrabia, publicysta, poeta, kasztelan połaniecki, senator kasztelan Królestwa Polskiego członek Zgromadzenia Przyjaciół Konstytucji Rządowej, sekretarz Komisji Ekonomicznej Skarbu JKMci, członek Sądu Kryminalnego Księstwa Mazowieckiego i Komisji Porządkowej, sekretarz od 1776 roku, pierwszy sekretarz w 1784 roku, dyrektor w latach 1786–1795, pracownik gabinetu Stanisława Augusta Poniatowskiego.

## Życiorys
Był synem Michała i Anny z Rychłowskich. Początkowo edukowany przez jezuitów, następnie w Kolegium Nowodworskiego w Krakowie. W roku 1776 rozpoczął pracę w gabinecie króla Stanisława Augusta Poniatowskiego. Od roku 1783 kierował gabinetem króla (pierwszy sekretarz), a w 1786 został mianowany jego szefem (dyrektor). W roku 1786 został kawalerem Orderu Świętego Stanisława. 3 maja 1781 został zaprzysiężony na sekretarza Komisji Ekonomicznej Skarbu JKMci, a 11 marca 1784 został jej komisarzem (do połowy roku 1789). W roku 1782 był sekretarzem sejmowym. Poseł na sejmy roku 1784 (czerski) i 1786. W roku 1788 wybrany na posła ziemi liwskiej. W roku 1791 wszedł do deputacji do opracowania prawa o sejmikach. Należał do najaktywniejszych posłów Sejmu Czteroletniego i był jednym z najbardziej zasłużonych w opracowaniu i ustanowieniu Konstytucji 3 maja. 2 maja 1791 roku podpisał asekurację, w której zobowiązał się do popierania projektu Ustawy Rządowej. Członek Klubu Przyjaciół Konstytucji. W roku 1792 został kasztelanem połanieckim, jednak po przystąpieniu króla do spisku zawiązanego w Targowicy zwrócił nominację kasztelańską i wyjechał do Galicji. W roku 1793 powrócił do pracy w gabinecie Stanisława Augusta.
W czasie insurekcji kościuszkowskiej (od 17 maja 1794 r.), był sędzią Sądu Kryminalnego Księstwa Mazowieckiego. cztery dni później (21 maja) rozpoczął pracę w Deputacji do Rachunków Komisji Edukacji. 23 czerwca rozpoczął swe działania w Komisji Porządkowej.
Po III rozbiorze Polski osiadł w Galicji, gdzie 23 czerwca roku 1806 otrzymał austriacki tytuł hrabiego. W roku 1817 został senatorem kasztelanem Królestwa Polskiego. W latach 1819–1827 zasiadał w Sądzie Najwyższej Instancji, a na sejmie roku 1825 był członkiem komisji spraw zagranicznych.
W roku 1782 zawarł związek małżeński z Franciszką Cieciszowską. Był ojcem Brunona Kicińskiego i wujem Joachima Lelewela. Zmarł w Warszawie 23 kwietnia roku 1828.

## Twórczość

### Ważniejsze mowy i poezje
- Sermo veras et notas laudes B. Joanni Cantii continens... Mowa prawdziwe i wyraźne pochwały B. Jana Kantego w sobie zawierająca... Przez... Szkoły Retoryki ucznia, przy licznym zacnych gości zgromadzeniu powiedziana... dnia 20 miesiąca października, brak miejsca wydania 1765, (tekst łaciński i polski; dedykowane J.M. Marciszewskiemu, A. S. Załuskiemu, F. Potkańskiemu, J. Pawłowskiemu)
- Diariusz Sejmu Walnego Ordynaryjnego Warszawskiego 6-cio niedzielnego r. 1782 odbywającego się, Warszawa 1782
- Relacja... 21 października 1784 w Izbie Senatorkiej uczyniona, brak miejsca i roku wydania, przedr. Z. Florczak, L. Pszczołowska w: Ludzie Oświecenia o języku i stylu t. 2, Warszawa 1958
- Głos... na sesji sejmowej dnia 26 stycznia 1786, brak miejsca i roku wydania
- Mowy miane na sejmie od r. 1788-1792, Warszawa 1792. Ponadto następujące mowy wyszły osobno: dat. 26 stycznia i 5 czerwca 1789; 30 kwietnia, 4, 10 czerwca, 1, 6, 10, 13 września (tę przedr. A. Małecki w: Wybór mów staropolskich, Kraków 1860 Biblioteka Polska seria V, zeszyt 6-8), 19 września 1790; 15, 25 stycznia, 4, 11, 17, 21 lutego, 24 marca, 3 maja, 10, 16 października, 12 grudnia 1791; 27 stycznia i 24 marca 1792.
- Poezje, wyd. w: B. Kiciński: Poezje... częścią przekładane, częścią oryginalne, w XII tomach t. 1, Warszawa 1840.

Ponadto Kiciński artykuły swe umieszczał w Dzienniku Handlowym (1787).

### Listy i materiały
- Korespondencja ze Stanisławem Augustem, rękopisy: Archiwum Główne Akt Dawnych (Zbiór Popielów, sygn. 422); Biblioteka Czartoryskich, sygn. 667, 728, 733
- Listy w korespondencji Gabinetu z Petersburgiem, m.in. do A. Debolego z roku 1783, rękopisy: Archiwum Główne Akt Dawnych (Archiwum Królestwa Polskiego, sygn. 266)
- Do M. J. Mniszcha z lat 1783, 1785–1787, streścił i fragmenty ogł. K. Puławski w: Korespondencja M. J. Mniszcha, marszałka w. kor. z l. 1783-1793; w: Szkice i poszukiwania historyczne seria II, Petersburg 1898, s. 108-110, 116-117, 127-129, 133
- Listy w korespondencji sekretarzy gabinetowych, rękopisy: Archiwum Główne Akt Dawnych (Archiwum Królestwa Polskiego, pudło 90, księga 356)
- Korespondencja ze Stanisławem Augustem w okresie Kaniowa (1787), rękopis: Biblioteka Czartoryskich, sygn. 924-925; kopie z XIX wieku w Bibliotece Polskiej w Paryżu, sygn. 38
- Do J. Albertrandiego, rękopis: Biblioteka PAN Kraków, sygn. 1 (A/a) – w zbiorze listów z lat 1765–1805
- Do A. K. Czartoryskiego z 20 grudnia 1812, rękopis: Biblioteka Czartoryskich (Archiwum Domowe, sygn. 597)
- Do A.A. Ankwicza arcybiskupa lwowskiego 2 listy z lat 1818–1819, rękopis: Ossolineum, sygn. 6288/III
- Do J. Buczyńskiego 2 listy z roku 1825, rękopis:  Ossolineum, sygn. 5739/II
- Od J. Albertrandiego z lat 1789–1790, fragmenty ogł.: K. W. Wójcicki: Muzeum Domowe 1836, s. 326 n.; K. W. Wójcicki, Archiwum Domowe, Warszawa 1856, s. 135-177, W. Olszewicz: Biblioteka króla Stanisława Augusta, Przegląd Biblioteczny 1931 i odb. (s. 11-15); P. Bańkowski: Archiwum Stanisława Augusta, Warszawa 1958, s. 54
- Od K. K. Cieciszowskiego 2 listy z lat 1817 i 1821, rękopis: Biblioteka Narodowa, sygn. 2674
- Memoriał do Stanisława Augusta z roku 1786 w sprawie budżetu dworu, wyd. M. Rymszyna, Teki Archiwalne t. 7 (1961), s. 241-319
- Papiery po P. Kicińskim, rękopisy: Biblioteka Narodowa (BOZ), sygn. 1721, 1821.